# Dotternhausen
Dotternhausen település Németországban, azon belül Baden-Württembergben. Lakosainak száma 1824 fő (2023. december 31.). Dotternhausen Balingen, Dormettingen, Ratshausen, Hausen am Tann és Schömberg községekkel határos.

## Népesség
A település népessége az elmúlt években az alábbi módon változott:
| Lakosok száma | 1161 | 1862 | 1856 | 1871 | 1855 | 1830 | 1824 |
|               | 1975 | 2010 | 2017 | 2019 | 2021 | 2022 | 2023 |